# Ludwig Plaß
Ludwig Plaß (* 13. März 1864 in Osterode; † 16. September 1946 in Berlin) war ein deutscher Militärmusiker und Posaunist.
Plaß studierte von 1890 bis 1893 als Stipendiat an der Königlichen Hochschule für Musik in Berlin. Seit 1893 war er Erster Posaunist der Königlichen Kapelle. 1905 wurde Plaß Nachfolger von Julius Kosleck als Leiter des Bläserbundes und der Bläser-Hofmusiken. Plaß bemühte sich um die Erneuerung der Posaunenkunst. 1914 richtete er das Abblasen von Turmmusiken auf dem Turmbalkon des Berliner Rathauses wieder ein. Für diese Turmmusiken sammelte er alte Literatur und gab sie neu heraus. Er studierte insbesondere das Brauchtum der Städte und komponierte Stücke für Bläserchöre und Werke für Holzbläser. Er gab Friedrich Krekelers „Anleitung zum Blasen des Signal-Posthorns“ 1905 neu heraus. Er schrieb Johann Sebastian Bachs Clarintrompeter.
Plaß trat als reisender Posaunenvirtuose, durch werbende Artikel und als Herausgeber von Lehrbüchern für seine Kunst ein. Durch Plaß's Wirken hat die Bläserkunst beträchtlichen Aufschwung genommen.